# Lipoprotéine de densité intermédiaire
Pour les articles homonymes, voir IDL.
Les lipoprotéine de densité intermédiaire ou IDL pour Intermediate Density Lipoprotein en anglais sont des lipoprotéines responsables du transport de molécules de cholestérol, libre ou estérifié, et de triglycérides, dans le sang.

## Origine des IDL
Ce sont des résidus de VLDL ayant perdu leur apolipoprotéine C. Par rapport à ceux-ci ils possèdent 90 % de triglycérides en moins et leur taille est beaucoup plus petite.

## Devenir des IDL
50 % des IDL sont captés par les hépatocytes grâce aux récepteurs des LDLR (récepteurs des apolipoprotéines apo B-100 et E). L'autre moitié devient des LDL, par perte de l'apolipoprotéine E. 70 % de ces LDL retournent au foie, tandis que les 30 autres % sont digérés dans les lysosomes cellulaires pour la distribution du cholestérol aux cellules périphériques. 